# British School at Athens

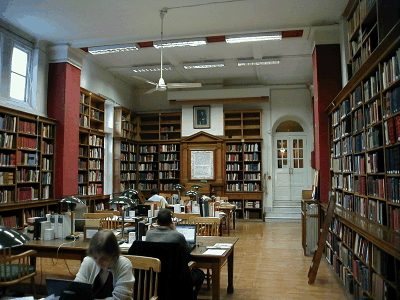
Bibliothek der British School at Athens.

Die British School at Athens (griechisch Βρετανική Σχολή Αθηνών, auch British School of Archaeology at Athens, abgekürzt BSA) ist eines von 17 ausländischen archäologischen Instituten in Griechenland, die alle ihren Hauptsitz in Athen haben.

## Geschichte und Aufgaben
Die British School at Athens wurde 1886 als viertes derartiges Institut gegründet, nachdem Frankreich seit 1846 mit der École française d’Athènes, Deutschland seit 1874 mit dem Deutschen Archäologischen Institut Athen und die Vereinigten Staaten von Amerika seit 1881 mit der American School of Classical Studies at Athens bereits vertreten waren. Die Aufgabe der British School ist die Unterstützung und Durchführung von Forschungen zur Klassischen Altertumskunde und von archäologischen Forschungen seitens britischer Wissenschaftler. Zunehmend tritt die Erforschung weiterer Gebiete wie der Epigraphik und der Geschichte des modernen Griechenland hinzu. Darüber hinaus veranstaltet die Schule Vorlesungsreihen und Seminare, Kongresse und Kurse, auch für angehende Wissenschaftler und Lehrer mit dem Themenschwerpunkt Athen.

## Direktoren der British School at Athens
- 1886 Francis C. Penrose
- 1887 Ernest Arthur Gardner
- 1895 Cecil Harcourt Smith
- 1897 David George Hogarth
- 1900 Robert Carr Bosanquet
- 1906 R. M. Dawkins
- 1913 A. J. B. Wace
- 1923 A. M. Woodward
- 1929 Humfry Payne
- 1936 Alan Blakeway
- 1936 Gerard Mackworth Young
- 1946 John Manuel Cook
- 1954 Sinclair Hood
- 1962 A. H. S. Megaw
- 1967 Peter M. Fraser
- 1971 Hector Catling
- 1989 Elizabeth Bayard French
- 1994 Martin J. Price
- 1995 Richard A. Tomlinson
- 1996 David J. Blackman
- 2002 James Whitley
- 2007 Catherine Morgan
- 2015 John Bennet

## Einrichtungen und Forschung
Die British School besitzt mit rund 60.000 Bänden eine der größten archäologischen Bibliotheken in Griechenland und unterhält mit dem 1974 gegründeten Fitch Laboratory das älteste Labor für Archäometrie in Griechenland. In Palaikastro und Knossos, beide auf Kreta gelegen, führt sie zwei permanente Außenstellen zu Forschungszwecken außerhalb Athens.
Im Laufe ihrer Geschichte hat die British School zahlreiche archäologische Projekte durchgeführt und zeichnet verantwortlich unter anderem für große Surveys in Lakonien, Böotien, auf Ithaka, zahlreichen Inseln und auf Kreta. Auf Kreta hat sie auch zahlreiche Ausgrabungen durchgeführt, davon die wichtigsten in Knossos und Palaikastro. Weitere archäologische Feldforschung leistete sie unter anderem in Lefkandi, Perachora, Mykene und Sparta.

## Publikationen
Die British School gibt jährlich The Annual of the British School at Athens heraus, das erstmals 1894 erschien und bis zum Jahr 2010 Band 105 erreichte. Berichte zur archäologischen Forschung erscheinen regelmäßig und werden zusammen mit der Society for the Promotion of Hellenic Studies als Archaeological Reports herausgegeben. Es handelt sich um die einzige derartige Zusammenfassung zu laufenden archäologischen Forschungen in Griechenland in englischer Sprache. Regelmäßig werden in den Reports auch archäologische Forschungen anderer Regionen der griechischen Antike und der byzantinischen Welt berücksichtigt und in Berichten zu Süditalien, Sizilien, Sardinien, Albanien, Zypern, Kleinasien und der Schwarzmeerregion dargestellt. Neuerwerbungen britischer Museen und Sammlungen werden ebenfalls behandelt. Darüber hinaus verlegt die British School Studien und Supplement-Bände zu geschlossenen Themen vor allem britischer und eigener Forschung in Griechenland.